# Castellalto
Castellalto är en ort och kommun i provinsen Teramo i regionen Abruzzo i Italien. Kommunen hade 7 610 invånare (2018).